# Alisa Bosconovitch

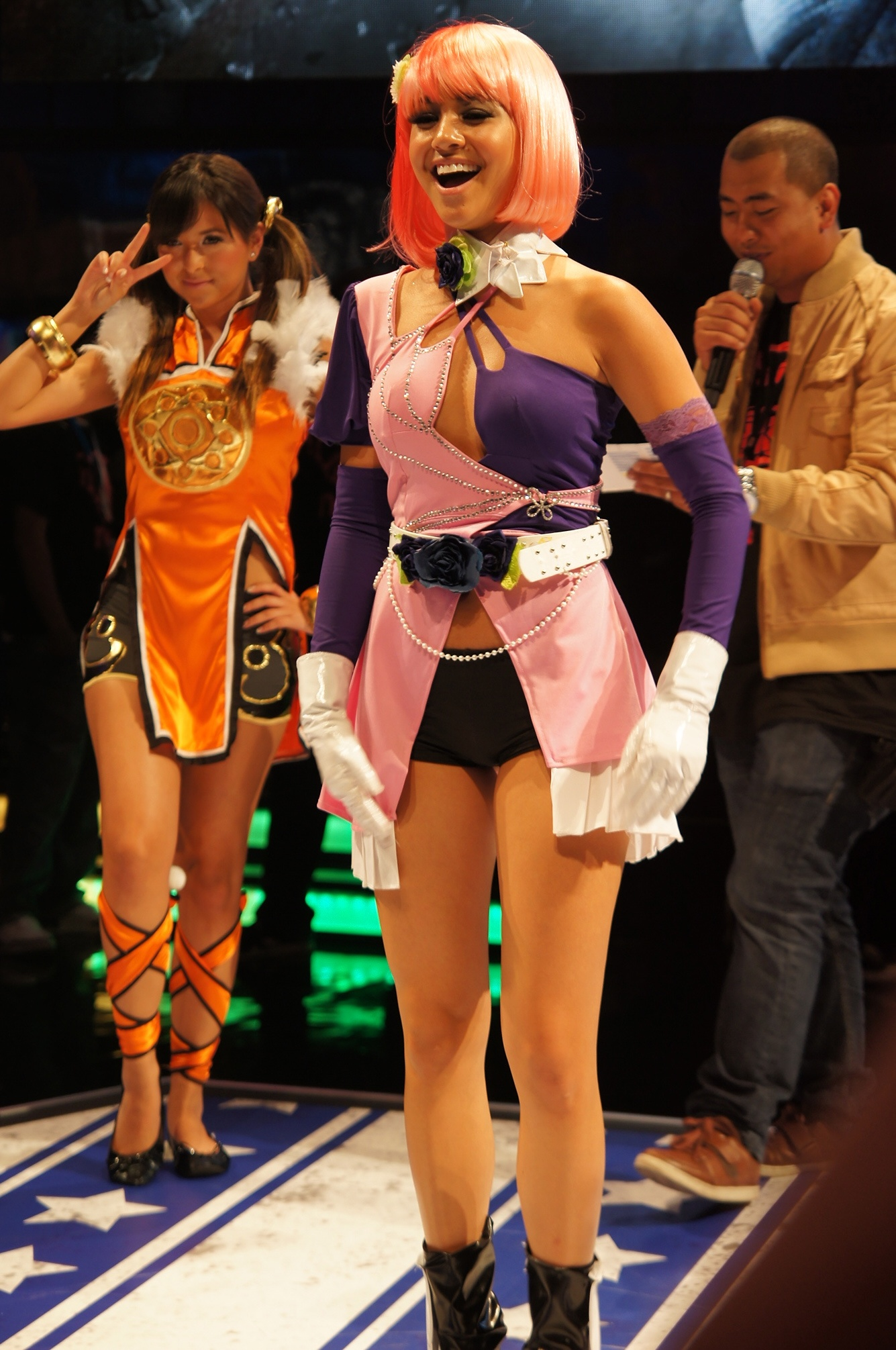
Michelle Ballee jako Alisa podczas targów gier komputerowych E3 2012

Alisa Bosconovitch (jap.  アリサ・ボスコノビッチ, ros. Алиса Босконович) – postać fikcyjna z serii gier komputerowych Tekken, stworzona przez Namco Bandai Games. Po raz pierwszy została zaprezentowana w grze Tekken 6.
Magazyn Complex w 2013 odnotował Alisę na dziesiątym miejscu w rankingu dotyczącym najbardziej imponujących rosyjskich bohaterów z gier komputerowych.

## Pochodzenie
Alisa była córką rosyjskiego naukowca Doktora Gepetto Bosconovitcha, który został przez twórców gry wprowadzony w Tekkenie 3. Dziewczyna zmarła na skutek nieznanej choroby w wieku 17 lat. Doktor B. nie mogąc pogodzić się z jej śmiercią, próbował ją odratować poprzez umieszczenie w kapsule kriogenicznej, co jednak nie przyniosło efektu. Do ożywienia dziewczyny potrzebna była krew Ogra. Pierwotnie krew zdobyć miał Yoshimitsu, ale nie podołał wyzwaniu. Dwadzieścia lat później naukowcowi udało się stworzyć na nowo córkę w postaci feminoida. Po odtworzeniu Alisy jej zadaniem była ochrona Jina Kazamy.
Alisa w walce używa pił mechanicznych, które może wysuwać z przedramion, a dzięki plecakowi odrzutowemu może latać i zadawać ciosy z powietrza. Może również używać swojej głowy jako bomby, ponieważ ta część ciała posiada zdolność do regeneracji.

## W kulturze masowej
Postać została wykorzystana w animowanym filmie japońskiej produkcji pod tytułem Tekken: Blood Vengeance z 2011 roku. Występuje tam jako studentka Kyoto International School i jest najlepszą przyjaciółką Ling Xiaoyu, przed którą ukrywa, że jest robotem. W latach 2009–2010 w Japonii wydawano mangę na podstawie gry Tekken 6 pod tytułem Tekken Comic, której jedną z bohaterek jest Bosconovitch. W 2012 na komiksowym konwencie w San Diego w postać Alisy wcieliła się Michelle Ballee.